# La macchina del presagio
La macchina del presagio (in lingua originale, The Omen Machine) è un romanzo fantasy dello scrittore statunitense Terry Goodkind (1948 - 2020), pubblicato nel 2011 negli Stati Uniti dall'editore Tor Books ed in Italia da Fanucci.
Il romanzo costituisce il primo episodio di un nuovo ciclo narrativo della saga de La spada della verità, ovvero la "serie di Richard e Kahlan" (in lingua originale, Richard and Kahlan Series).

## Trama
L'inizio del romanzo si riallaccia alla fine del precedente Scontro finale, con i protagonisti, Richard Rahl e Kahlan Amnell, che festeggiano il matrimonio tra la loro amica Cara Mason ed il generale Benjamin Meiffert. La felicità viene turbata da un ragazzino di nome Henrik, che, dopo aver lanciato un oscuro avvertimento, graffia Richard e Kahlan e poi corre via. A generare ulteriore scompiglio tra i presenti, sono numerose sinistre profezie, che le persone più improbabili diffondono in giro. La fonte di queste profezie si scopre essere un misterioso ordigno apparentemente nascosto da anni nei sotterranei.
Il graffio sul braccio di Kahlan si infetta, ma neppure il mago Zedd riesce a porvi rimedio. La ferita provoca strane febbri e Kahlan, in uno stato di semicoscienza, si addentra in una sinistra palude. Richard, a sua volta sotto l'effetto della strana ferita, la insegue e si ritrova assieme a lei intrappolato da una "donna delle siepi", una mostruosa fattucchiera con la bocca cucita di nome Jit. Si scopre che è stata Jit a costringere Henrik a graffiare Richard e Kahlan e a portarle un campione delle loro pelli, per usarlo per i suoi sortilegi. Richard e Kahlan affrontano Jit, ma questa si rivela immune ai loro attacchi. Tuttavia Richard, ricordando una delle profezie sentita dalla macchina del presagio, tappa le orecchie sue e di Kahlan e recide il filo che tiene chiusa la bocca di Jit. La donna delle siepi lancia un urlo magico, che uccide chiunque lo senta, inclusa sé stessa.
Quando rinvengono, Richard e Kahlan vengono raccolti da Nicci e Zedd e riportati al Palazzo del Popolo.

## Personaggi
- Richard Rahl
- Kahlan Amnell
- Zeddicus Zu'l Zorander
- Cara
- Nicci
- Nathan Rahl
- Comandante Benjamin Meiffert
- Hannis Arc
- Jit
- Abate Ludwig Dreier
- Vika

## Edizioni
- Terry Goodkind, La macchina del presagio, I ed., Fanucci, 2011,  p. 477, ISBN 978-8834717837.